# Barracuda (canção)
"Barracuda" é uma canção da banda americana de rock Heart. Foi o primeiro single lançado para seu segundo álbum Little Queen de 1977. A canção alcançou a 11ª posição na Billboard Hot 100, dos Estados Unidos, onde ficou por vinte semanas. É uma das canções mais conhecidas de Heart, considerada por muitos a melhor da banda, e segundo a VH1, uma das melhores canções de hard rock de todos os tempos.
A canção já apareceu em diversas mídias, como no jogo eletrônico Grand Theft Auto: San Andreas, onde era uma das canções da rádio fictícia de rock K-DST, e também no jogo Guitar Hero III: Legends of Rock, onde era uma das músicas tocáveis, além de filmes como Shrek Terceiro, dentre outros.

## Origem

#### Letra
Ann Wilson revelou em entrevistas que a canção foi feita sobre a raiva da banda contra Mushroom Records, que cometeu um golpe publicitário divulgando uma história inventada de incesto entre as irmãs Wilson. A música foca particularmente na fúria de Ann contra um radialista que depois de um show foi até ela e perguntou como sua "amante" estava. Ela inicialmente pensou que ele estava se referindo ao seu então namorado, o gerente de banda Michael Fisher. Após ele revelar que estava se referindo a sua irmã Nancy, Ann ficou indignada, voltou ao seu quarto de hotel, e começou a escrever "Barracuda". Quando ela contou sobre o incidente para Nancy, ela também partilhou da fúria e então, se juntou a sua irmã para contribuir com a melodia e ponte.
O produtor Mike Flicker, acrescentou que, enquanto a banda tentava renovar seu contrato com a Mushroom, a gravadora tinha uma postura tão dura nas negociações, que fez a banda desistir da produção do álbum que eles estavam trabalhando com o selo, Magazine —na qual a gravadora lançou de forma inacabada—e assinou com a recém-formada Portrait Records para trabalhar em outro álbum, Little Queen. Como Flicker disse, "Barracuda" foi criada em resposta as merdas da indústria das gravadoras. O '"Barracuda"' (alguém que age de maneira agressiva, áspera e às vezes imprópria para alcançar algo) poderia ser qualquer um, desde o promotor local até o presidente de uma gravadora. Esse é o barracuda. Nasceu de toda essa experiência".

#### Música
Em uma entrevista para o Gear Factor, em março de 2019, Nancy Wilson revelou que o riff de guitarra de "Barracuda" foi inspirado no riff do cover da banda Nazareth da música "This Flight Tonight" de Joni Mitchell. Nancy disse: 
Nós estávamos abrindo [os shows] de uma banda chamada Nazareth na Europa e também para o Queen. E Nazareth tinha uma canção hit de Joni Mitchell, que eles fizeram um cover [em 1973] chamada "This Flight Tonight", que tinha aquele riff.
Então a gente meio que pegou emprestado. E nós transformamos em "Barracuda". E nós vimos os caras do Nazareth mais tarde e eles estavam putos. "Você pegou nosso riff!"

Mas isso é o que todos [fazem]... você pega emprestado do que você ama e então transforma em algo seu. É um daqueles sons também... é um daqueles sons de guitarra que eu ainda estou tentando entender como fizemos. [Risadas] É difícil de se recriar.

## Recepção
"Barracuda" foi rotulada por críticos da época como sendo heavy metal e hard rock. Após o lançamento, a música tornou-se a segunda de Heart a chegar no top 20 dos Estados Unidos, chegando a posição de número 11 na Billboard Hot 100.

## Na cultura pop
- Uma versão cover de Fergie aparece no filme Shrek Terceiro, de 2007.[7]
- A versão de Heart aparece nos filmes Eu, Tonya, As Panteras e Aves de Rapina,[16][17][18] nas séries de televisão Umbrella Academy e Reno 911!,[19][20] além dos jogos eletrônicos Grand Theft Auto: San Andreas e Guitar Hero III: Legends of Rock.[6]
- Uma paródia apareceu no episódio de Big City Greens, "Barry Cuda".[21]
- Uma versão cover é cantada por Rachel Bloom no filme Trolls World Tour, de 2020.[22]

## Uso na Convenção Nacional Republicana de 2008
"Barracuda" foi tocada na Convenção Nacional Republicana de 2008, em referência à companheira de chapa de John McCain, Sarah Palin, conhecida como "Sarah Barracuda" pelo seu espírito competitivo mostrado na época do ensino médio, quando jogava basquete no time feminino. As irmãs Wilson desaprovaram o uso da música, pois discordavam das políticas de Palin, então enviaram uma carta pedindo-lhes para parar, apesar da alegação de McCain de ter comprado legalmente os direitos de uso da música.
Em entrevista para um talk show de Seattle, o co-escritor da música e guitarrista líder da banda na época Roger Fisher, disse que estava feliz com o uso da canção na convenção, por que, segundo ele, além de resultar em royalties para a banda, o uso da canção também deu a ele uma oportunidade de apontar que é um "fiel" apoiador de Barack Obama, inclusive o ajudando com sua campanha, com o dinheiro que ganhou dos royalties. Michael Derosier, co-escritor da canção e baterista da banda na época, também gostou do uso da canção na convenção. A campanha de McCain continuou a usar a música, apesar da declaração de Nancy Wilson para o Entertainment Weekly dizendo que "as opiniões e valores de Sarah Palin não representam, de forma alguma, as mulheres americanas".

## Track listing
1. "Barracuda" - 4:20

Live version
1. "Barracuda (featuring Jerry Cantrell, Dave Navarro, Duff McKagan, Rufus Wainwright, Gretchen Wilson and Carrie Underwood)" - 6:14

## Créditos
Créditos tirados do encarte de Little Queen.
- Ann Wilson – vocais
- Nancy Wilson – violão acústico
- Roger Fisher – guitarra líder
- Howard Leese – guitarra líder; mellotron
- Steve Fossen – baixo
- Michael DeRosier – bateria

## Covers
- A banda de rock indie, The Dismemberment Plan apresentou uma versão da música em outubro de 2013 no A.V. Undercover series.[30]
- Lea Michele e Adam Lambert apresentaram um cover da canção na 5ª temporada de Glee, no episódio "Trio".[31] Em um tweet de 2014, Nancy Wilson revelou que ela gravou o áudio de guitarra ouvido no cover.[32]
- Kat Perkins gravou uma versão da canção para seu EP de 2014, "Fearless".[33]
- Fergie regravou a música, para o filme Shrek Terceiro, de 2007.[7]
- Rachel Bloom cantou uma versão da música para o filme de 2020, Trolls World Tour, como seu personagem Queen Barb.[22]

## Desempenho nas tabelas musicais
| País (Tabela musical) (1977)                    | Posição de pico |
| ----------------------------------------------- | --------------- |
| Austrália (Kent Music Report)                   | 15              |
| Áustria (Ö3 Austria Top 40)                     | 16              |
| Bélgica (Ultratop Flanders)                     | 30              |
| Canadá (RPM Top Singles)                        | 2               |
| Países Baixos (Tipparade)                       | 4               |
| Países Baixos (Single Top 100)                  | 29              |
| Nova Zelândia (Recorded Music NZ)               | 37              |
| África do Sul (Springbok Radio)                 | 1               |
| Suécia (Sverigetopplistan)                      | 14              |
| Estados Unidos (Billboard Hot 100)              | 11              |
| Estados Unidos (Cash Box Top 100)               | 10              |
| Alemanha Ocidental (Offizielle Deutsche Charts) | 8               |

| País (Tabela musical) (1977)                    | Posição |
| ----------------------------------------------- | ------- |
| Austrália (Kent Music Report)                   | 94      |
| Canadá (RPM Top Singles)                        | 37      |
| África do Sul (Springbok Radio)                 | 3       |
| Estados Unidos (Billboard Hot 100)              | 53      |
| Estados Unidos (Cash Box Top 100)               | 71      |
| Alemanha Ocidental (Offizielle Deutsche Charts) | 46      |